# Buchenrod (Flieden)
Buchenrod ist ein Ortsteil der Gemeinde Flieden im Süden des osthessischen Landkreises Fulda.

## Geographische Lage
Buchenrod liegt in den Ostausläufern Vogelsberges im Süden des zum Unteren Vogelsberg gehörenden Gieseler Forsts. Es grenzt im Ostnordosten an Rommerz, im Süden an Magdlos und im Westen an Kauppen. Mit etwa 450 bis 485 m ü. NHN ist Buchenrod der höchstgelegene Ort der Gemeinde Flieden. Nördlich erhebt sich der Knöschen (Gefels; 508,7 m).

## Geschichte
Der Ort wurde erstmals 1366 in einer Urkunde der Propstei Johannesberg erwähnt. Später lag das Dorf eine Zeit wüst.
Im Türkensteuerregister der Fürstabtei Fulda aus 1605 ist der Ort unter dem Namen Buchenroth mit 13 Familien erwähnt.
Neben der 1925 errichteten katholischen Kirche „Mariä Himmelfahrt“ gibt es eine Mariengrotte und einen Friedhof.

## Religion
Die katholischen Gläubigen von Buchenrod gehören zur katholischen Pfarrei Christkönig Flieden mit der Pfarrkirche St. Goar (Flieden), die dem Pastoralverbund Christus Erlöser Flieden-Hauswurz und somit dem Bistum Fulda zugeordnet ist.

## Politik
Ab 1914 gab es im Ort eine Schule, deren Gebäude heute als Dorfgemeinschaftshaus genutzt wird.
Im Ortsbeirat sind die CDU und die SPD vertreten. Bei den Kommunalwahlen 2011 erlangte die CDU die Mehrheit der Stimmen und verfügt so über die Mehrheit im Ortsbeirat. Ortsvorsteher ist Frank Krah.

## Neugliederung
Am 1. April 1972 wurde die bis dahin selbständige Gemeinde Buchenrod in die Gemeinde Flieden eingegliedert.